# Lily Aldridge
Lily Maud Aldridge (ur. 15 listopada 1985 w Santa Monica) – amerykańska supermodelka i projektantka mody, były „aniołek” Victoria’s Secret.

## Życiorys
W wieku 17 lat pojawiła się na okładce gazety „Vogue”. Jej wizerunki pojawiły się w wielu magazynach takich jak: „Glamour”, „Cosmopolitan”, „Teen Vogue”. W styczniu 2011 pojawiła się na okładce brytyjskiego magazynu „GQ”. Przez kilka lat była „aniołkiem” Victoria’s Secret.
Ojciec modelki, Alan Aldrige, to angielski artysta. Jej matka, Laura Lyons, była „Playmate of the Month” w lutym 1976 roku. 
12 maja 2011 poślubiła wokalistę amerykańskiego zespołu Kings of Leon - Caleba Followilla. Para poznała się na festiwalu Coachella w 2007 roku. 21 czerwca 2012 urodziła się ich pierwsza córka - Dixie Pearl Followill.